# ليلى رواس
ليلى رواس (بالإنجليزية: Laila Rouass)‏ هي ممثلة بريطانية من أصل مغربي ، ولدت في 22 يونيو 1971 في المملكة المتحدة.

## أعمال

### أفلام
- (2011) كونان البربري

## وصلات خارجية
- ليلى رواس على موقع IMDb (الإنجليزية)
- ليلى رواس على موقع ألو سيني (الفرنسية)
- ليلى رواس على موقع أول موفي (الإنجليزية)
- ليلى رواس على موقع قاعدة بيانات الأفلام السويدية (السويدية)
- ليلى رواس على موقع قاعدة بيانات الفيلم (الإنجليزية)
- ليلى رواس على موقع كينوبويسك (الروسية)